# Диод с резким восстановлением
Дио́д с ре́зким восстановле́нием (ДРВ, англ. step recovery diode, SRD, иногда используется название диод с накоплением заряда) — двухэлектродный полупроводниковый прибор на основе p-n- или p-i-n- структуры, функционирование которого базируется на феномене быстрого изменения сопротивления от очень низких до очень высоких значений при напряжении обратной полярности, поданном сразу после приложения напряжения прямой полярности. При соответствующих схемотехнических решениях данный прибор способен работать как генератор импульсов специальной формы, в особенности коротких узких «пиков».

## Принцип работы

Обозначение ДРВ

При подаче пропускного напряжения (плюс на аноде (p-область), минус на катоде (n-область)), в диоде протекает ток и накапливаются электроны и дырки, концентрация которых пропорциональна току и времени жизни τ неосновных носителей заряда.

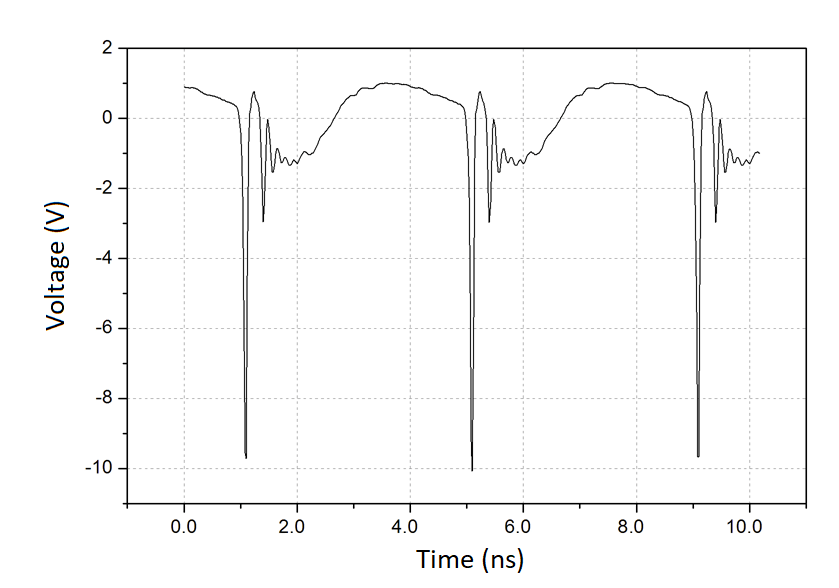
Сигнал генератора на основе ДРВ

После смены полярности внешнего напряжения (плюс — на катоде, минус — на аноде) эти носители не исчезают из структуры мгновенно, и их наличие влияет на поведение прибора. Высокое сопротивление, характерное для блокирующей полярности, устанавливается лишь после переходного процесса протекания тока (в обратном направлении), обусловленного встречным движением носителей. Указанный процесс именуется восстановлением обратного сопротивления диода и приводит к переходу последнего из проводящего состояния в закрытое.
Подобная особенность, гипотетически, может иметь место в любом диоде, но в ДРВ подбираются подходящее время τ и другие параметры структуры и режима. Диоды Шоттки функционировать в качестве ДРВ неспособны, так как работают на основных носителях.

## Применение
ДРВ находят применение в устройствах СВЧ-электроники: синтезаторах частот, генераторах, управляемых напряжением, умножителях частоты и других.
Возможно использование таких приборов для обострения фронтов импульсов, подаваемых на вход электрической схемы. Восстановление обратного сопротивления ДРВ после рассасывания неосновных носителей происходит существенно быстрее, чем длительность фронта смены полярности, вследствие чего затянутый фронт входного импульса укорачивается (обостряется). В результате, форма выходного импульса лучше соответствует желаемой прямоугольной; при этом он в целом сдвигается во времени относительно входного сигнала.

## Дрейфовые ДРВ
Дрейфовый ДРВ (ДДРВ, англ. Drift Step Recovery Diode, DSRD) — одна из разновидностей ДРВ, в которой электроны и дырки в полупроводниковых областях переносятся посредством дрейфа (а не некоей комбинации дрейфа и диффузии, как в обычных p-n-переходах). Для этого подбирается специальный профиль легирования.
За счёт дрейфового механизма транспорта достигается более быстрое рассасывание заряда из структуры при обратной полярности, а значит, более быстрое восстановление обратного сопротивления. Поэтому такой вариант более подходит для импульсных применений. Соответственно, ДДРВ точно (тогда как простой ДРВ — с оговорками) может быть отнесён к классу импульсных диодов. Как в любом ДРВ, в ДДРВ сначала производится накачка при подаче напряжения прямой полярности (обычно тоже в виде импульса), после смены полярности происходит рассасывание накопленного заряда, а затем сопротивление прибора резко изменяется до высоких значений, типичных для обратносмещённого диода.